# 미키 코크런
고든 스탠리 "미키" 코크런(영어: Gordon Stanley "Mickey" Cochrane, 1903년 4월 6일~1962년 6월 28일)은 "블랙 마이크"(영어: Black Mike)라는 별명으로 알려진 미국의 프로 야구 선수이자 코치, 감독이다. 포수로 메이저 리그 베이스볼(MLB)의 필라델피아 애슬레틱스, 디트로이트 타이거스에서 뛰었다. 야구 역사상 가장 위대한 포수 중 한 명으로 꼽히며, 미국 야구 명예의 전당 회원이기도 하다. 디트로이트 타이거스의 감독을 맡은 첫 시즌에 101승을 거둬 27년간 신인 감독 최다승 기록으로 남아 있었으며, 코크런 이후 신인 감독이 100승 이상 거둔 경우는 현재까지 모두 여섯 번이다.
코크런은 매사추세츠에서 태어나 보스턴 대학교에서 여러 스포츠 선수로 뛰었고, 대학교 졸업 후 농구와 풋볼 대신 야구 선수의 길을 선택했다. 마이너 리그에서 한 시즌을 보낸 후 1925년에 메이저 리그에 데뷔했다. 1928년 아메리칸 리그(AL) 최우수 선수상을 수상했으며, 1929년부터 1931년까지 월드 시리즈에도 3년 연속 출전했다. 소속팀 필라델피아 애슬레틱스는 그중 첫 두 해 우승을 거머쥐었으나, 코크런은 1931년 월드 시리즈에서 너무 많은 도루를 허용해 팀의 패배에 영향을 끼쳤다고 비난을 받기도했다. 메이저 리그에서 통산 타율 .320을 기록했는데 이는 오늘날까지도 포수 메이저 리그 최고 타율로 남아 있다.
1937년에 치명적인 머리 부상을 당하면서 선수 커리어를 마감해야 했다. 이후 제2차 세계 대전 당시 미국 해군에서 복무했으며, 자동차 사업에도 종사했다. 1962년에 암으로 세상을 떠났다. 사후인 1999년, 《스포팅 뉴스》는 '위대한 야구 선수 100'에 65위로 코크런을 선정했다.